# Hermann Knuth
Hermann Knuth (* 23. Januar 1904 in Nübel; † 1986) war ein deutscher Marineoffizier; er war Kapitän zur See der Kriegsmarine, Oberstabskapitän des Bundesgrenzschutzes und später Kapitän zur See der Bundesmarine.

## Leben
Hermann Knuth trat 1922 in die Reichsmarine ein und wurde hier am 1. Juli 1928 Oberleutnant zur See. 1931 war er als Funkoffizier auf der Königsberg.
Als Kapitänleutnant (Beförderung am 1. Juni 1934) war er Kommandant des Flottenbegleiters F 10, welcher der 1. Geleitflottille zugeteilt war. Am 1. Juli 1938 wurde er Korvettenkapitän.
Von Dezember 1938 bis März 1940 war er Stabsoffizier beim Stabe des Sperrversuchskommandos (S.V.K.) und in dieser Funktion in Personalunion Chef des Versuchsverbandes des S. V.K. Anschließend war er als Fregattenkapitän bis August 1942 Chef der neu aufgestellten 3. Minensuchflottille. Er kam dann als Referent in die Abteilung Militärische-technische Abteilung (SWa I) in das OKM und wurde hier im März 1943 als Nachfolger von Kapitän zur See Ernst Lucht Abteilungsleiter. Am 1. Juli 1943 wurde er zum Kapitän zur See befördert. Ab April 1944 war er bis Kriegsende Kommandeur 1. Sicherungs-Division. In der Zeit von September 1944 bis November 1944 war er zusätzlich Leiter des Übersetzungsstabes über die Schelde. Für die Führung der 1. Sicherungs-Division bei dem Übersetzen der 15. Armee über die Schelde erhielt er am 24. September 1944 das Ritterkreuz des Eisernen Kreuzes verliehen. Bei der Scheld-Überquerung wurden ca. 120.000 Mann und 700 Geschütze übergesetzt. Am 22. April 1946 wurde er verabschiedet.
Als 1950 durch den Bundeskanzler Konrad Adenauer die Idee für des Bundesgrenzschutz forciert wurde, verfasste Knuth, er war zu diesem Zeitpunkt noch Chef der Wasserschutzpolizei Schleswig-Holstein, im Oktober 1950 das erste Konzept für die Marinekomponente des Bundesgrenzschutzes. Trotzdem seine Ausarbeitung in den Ministerien gut ankam, später Berücksichtigung bei der Aufstellung fand und er auch ein Angebot zur Mitarbeit unterbreitet hatte, wurde er nicht mehr weiter eingebunden und stattdessen der Kapitän zur See der Kriegsmarine Friedrich Poske mit der Aufgabe des Aufbaus des Seegrenzschutzes betraut. Knuth wurde aber in den Bundesgrenzschutz übernommen und war als Oberstabskapitän des Bundesgrenzschutzes Chef des Bundesgrenzschutzes (See).
Später in die Bundesmarine übernommen, war er hier von Juni 1957 bis September 1957 Chef des Stabes des Kommandos der Flottenbasis und anschließend bis Dezember 1958 Kommandeur des Marinestützpunktkommandos Flensburg-Mürwik.
Sein Bruder war der spätere Probst in Flensburg, Wilhelm, und war damit Onkel von Hans Christian Knuth.